# Culex aestivus
Culex aestivus är en tvåvingeart som beskrevs av Sirivanakarn 1977. Culex aestivus ingår i släktet Culex och familjen stickmyggor. Inga underarter finns listade i Catalogue of Life.